# Palinuroidea
Super-famille
Les Palinuroidea sont une super-famille de crustacés de l'ordre des décapodes. Cette super-famille a été créée en 1802 par Pierre André Latreille (1762-1833) et n'est plus admise par ITIS.

## Publication originale
- Latreille, 1802 : Histoire naturelle générale et particulière des Crustacés et des Insectes. Ouvrage faisant suite à l'histoire naturelle générale et particulière, composée par Leclerc de Buffon, et rédigée par C.S. Sonnini, membre de plusieurs Sociétés savantes, vol. 3, p. 1-468 (texte intégral).

## Liste des familles
Selon NCBI (1er aout 2021) :
- Palinuridae
- Scyllaridae
- Synaxidae